# Osiny (Żory)
Osiny (niem. Oschin) – część miasta oraz dzielnica Żor położona w południowej stronie miasta w województwie śląskim. Populacja wynosi około 1600 osób.

## Historia
Początki Osin sięgają początku XIV wieku. Pierwsza wzmianka o miejscowości umieszczona została ok. 1305 roku w spisie fundacyjnym biskupstwa wrocławskiego Liber fundationis episcopatus Vratislaviensis, w szeregu wsi położonych w okolicy Żor i Wodzisławia (ville circa Zary et Wladislaviam).
Zanim w wyniku procesów urbanizacyjnych Osiny stały się obecną dzielnicą miasta Żory były osobnymi wsiami notowanymi jako Ober oraz Nieder Oschin. Topograficzny opis Górnego Śląska z 1865 roku notuje stosunki ludnościowe na terenie wsi - "In Ober Oschin befinden sich in 59 Haushaltungen mit 344 polnisch Sprechende(...)." czyli w tłumaczeniu na język polski "W Górnych Osinach znajduje się 59 gospodarstw domowych z 344 mieszkańcami mówiącymi po polsku(...)" oraz na terenie Dolnej Osiny - "Das Dorf enhalt in 35 Haushaltungen 168 polnisch Redende" czyli "Wieś zawiera 35 gospodarstw 168 osób polskiej mowy.

## Nazwa
Nazwa wsi na przestrzeni lat ulegała zmianie, w 1321 - Nościn, 1679 - Oszyn, a w czasie drugiej wojny światowej Oschin. Topograficzny opis Górnego Śląska z 1865 roku notuje dwie nazwy Ober Oschin oraz Nieder Oschin.

## Demografia
| Rok  | Liczba mieszkańców |
| ---- | ------------------ |
| 1994 | 828                |
| 1996 | 791                |
| 1998 | 812                |
| 2000 | 931                |
| 2002 | 984                |
| 2004 | 1043               |
| 2006 | 1101               |
| 2008 | 1161               |
| 2010 | 1154               |
| 2012 | 1221               |
| 2014 | 1297               |
| 2016 | 1335               |
| 2018 | 1451               |
| 2020 | 1564               |
| 2022 | 1674               |